# Wildau-Wentdorf
Wildau-Wentdorf è una frazione del comune tedesco di Dahmetal, nel Land del Brandeburgo.

## Storia
Il 31 dicembre 2001 il comune di Wildau-Wentdorf venne soppresso e fuso con i comuni di Görsdorf e Prensdorf, formando il nuovo comune di Dahmetal.